# Gudendorf
Gudendorf là một đô thị thuộc huyện Dithmarschen, trong bang Schleswig-Holstein, nước Đức. Đô thị Gudendorf có diện tích 6,04 km², dân số thời điểm 31 tháng 12 năm 2006 là 425 người.